# Sukuma
I Sukuma (noti anche come Zukuma o Wasukuma; in lingua sukuma Basukuma, Msukuma al singolare) sono un gruppo etno-linguistico bantu. Con una numerosità stimata intorno agli 11 milioni, sono il maggiore gruppo etnico  della Tanzania, di cui rappresentano circa il 16% della popolazione.
La regione d'origine dei Sukuma, chiamata Usukuma, è l'area a sudest del Lago Vittoria, nella parte della Tanzania più settentrionale e più vicina all'equatore.
I Sukuma appartengono a un gruppo di etnie fortemente correlate, che include anche Kimbu, Konongo, Nyamwesi e Sumbwa. Questi gruppi si riferiscono a sé stessi genericamente come "Nyamwesi" ("Wanyamwesi"); i nomi specifici hanno lo scopo di distinguere i vari gruppi. "Sukuma", in particolare, significa "del nord". A loro volta, i Sukuma sono suddivisi in due sottogruppi noti come Kinakio (situati nella parte settentrionale di Usukuma) e Kisomao (a sud).
La lingua sukuma o nsukuma è una lingua bantu, classificata dai linguisti nel gruppo sukuma-nyamwesi; la maggior parte dei Sukuma parla anche swahili.

## Distribuzione geografica
La maggior parte dei Sukuma si trova nell'area nota per questo motivo come Usukuma o più raramente Sukumaland ("terra dei Sukuma"), ovvero la zona pianeggiante a sudest del Lago Vittoria.  Il principale insediamento dell'area è la città di Mwanza, una delle più popolose e in più rapida crescita dalla Tanzania. La maggior parte dei Sukuma, tuttavia, vive nelle zone rurali circostanti, perlopiù in piccoli villaggi. L'altitudine media è compresa fra i 900 e i 1200 m s.l.m., e l'ambiente è principalmente costituito da savana e pianura semi-desertica. La vicinanza all'equatore combinata con l'altitudine danno origine a un clima relativamente caldo ma senza forti escursioni; raramente la temperatura scende sotto i 10 gradi (nelle notti invernali), o supera i 30 gradi (d'estate). Politicamente, Usukuma è suddivisa in nove distretti, suddivisi fra la regione di Mwanza e quella di Shinyanga.

## Storia
Si ritiene che i Sukuma e gli altri gruppi Manyamwesi appartengano allo stesso gruppo delle popolazioni bantu dell'Uganda occidentale, da cui si sarebbero separati intorno al XII secolo a.C., spostandosi nell'odierna Tanzania. Non è noto in quale epoca i Sukuma si siano divisi dagli altri Nyamwesi, che sono collocati più a sud; secondo la tradizione orale, i Sukuma migrarono verso nord per sfuggire alle razzie di un altro popolo noto come Mirambo. Da un punto di vista storico, è noto che a partire dal XVI secolo iniziò a consolidarsi in Usukuma una struttura politica costituita da piccoli regni (chiefdoms). In epoca precoloniale, i Sukuma commerciavano tra l'altro con il regno di Baganda e con gli altri gruppi Manyamwezi (in particolare con la città di Tabora). Un rapporto di collaborazione particolarmente forte venne stabilito dai Sukuma con i loro vicini Tatoga, a cui fornivano prodotti agricoli in cambio di bestiame e del servigio dei loro rinomati indovini. I rapporti fra le due etnie erano talmente buoni che nella mitologia Sukuma venne elaborata l'idea che i Tatoga avessero guidato i Sukuma nel loro originario esodo verso nord; coerentemente, i capi dei Sukuma vantavano tradizionalmente una discendenza diretta dai Tatoga. Con i Masai, invece, i rapporti erano principalmente ostili, e centrati sulla competizione per il bestiame. Nel XIX secolo, i Sukuma commerciavano anche gli Arabi che controllavano la costa e Zanzibar.
Il primo europeo a entrare in contatto con i Sukuma fu John Hanning Speke durante il suo viaggio verso il Vittoria (1857). David Livingstone giunse in Usukuma negli anni 1870 e in seguito giunsero i missionari anglicani britannici e cattolici francesi. Quando una grave carestia colpì la zona del Lago Vittoria alla fine del XIX secolo, gli anziani sukuma attribuirono questa sventura all'influenza funesta del Cristianesimo.
Negli anni 1880 Karl Peters, futuro amministratore della Compagnia dell'Africa Orientale Tedesca, prese contatti con i capi tribù dell'entroterra dell'odierna Tanzania, allo scopo di gettare le basi diplomatiche per la creazione di una colonia tedesca. La Conferenza di Berlino del 1884-1885 assegnò definitivamente alla Germania il controllo di Usukuma e delle regioni circostanti. Da quel momento, i Sukuma furono prima sotto il governo tedesco e poi sotto quello britannico, fino all'indipendenza della Tanzania nei primi anni sessanta.

## Cultura
I Sukuma vivono principalmente di agricoltura e allevamento; coltivano soprattutto riso, manioca, patate e mais, più raramente cotone.

### Religione

#### Religione tradizionale
La religione tradizionale sukuma sopravvive soprattutto nelle campagne, anche se in molti casi è stata soppiantata dall'islam (penetrato nella regione al tempo dei commerci con Zanzibar) o dal Cristianesimo (portato dai missionari europei e dal governo coloniale). Come altre culture africane, i Sukuma onorano tanto un dio supremo, creatore dell'universo, che gli spiriti dei propri antenati illustri. Presso i Sukuma è usuale che vengano rivolte preghiere direttamente al dio creatore, che in altre religioni africane viene considerato troppo lontano dagli uomini per interessarsi della loro sorte. Il dio dei Sukuma viene identificato con diversi nomi (Lyuba, Liwelelo, Lubangwe o Seba), molti dei quali alludono a un paragone fra dio e il sole. La preghiera è un rito che viene svolto collettivamente dalla famiglia, nell'ambiente domestico.
Il culto degli antenati ha una ritualità distinta; ci sono preghiere specifiche e si fanno particolari offerte, per esempio di lwanga (una birra di miglio che simboleggia la preservazione della tecnica distillatoria degli antenati) e sterco di vacca (che simboleggia la ricchezza della famiglia che possiede molti capi di bestiame).
Gli intermediari fra gli uomini e i poteri magici e soprannaturali di dio e degli antenati sono una casta di guaritori noti come nfumu; questi vengono consultati, per esempio, quando un bambino è malato. I rimedi dei nfumu riguardano in genere specifiche offerte da rivolgersi agli antenati, o l'uso di determinati amuleti. Uno degli amuleti più importanti è il lupingu, una collana di perline con un pendaglio centrale realizzato da un guscio di conchiglia.
In seguito alle profonde modifiche avvenute nella società tanzaniana in tempi recenti, e in particolare all'abbandono del socialismo agricolo dell'ujamaa, molti Sukuma si sono trasferiti in città, mescolandosi con altri gruppi etnici, linguistici e culturali. Di conseguenza, la cultura tradizionale sukuma viene oggi percepita come un'eredità in pericolo e che va difesa.

#### Islam e cristianesimo
L'Islam iniziò a diffondersi presso i Sukuma alla metà del XVIII secolo, quando iniziarono gli scambi commerciali con le città arabe della costa. Oggi è presente soprattutto nelle comunità sukuma dei centri urbani; a Mwanza, per esempio, ci sono molte moschee, con grandi comunità di fedeli sia sukuma che di altre etnie. Piccole moschee si trovano tuttavia anche in molti villaggi rurali.
Il cristianesimo fu portato originariamente a Usukuma dai missionari, sia cattolici che protestanti. Presso le missioni furono create anche scuole elementari, che contribuirono ad attrarre i Sukuma nelle comunità cristiane. Tanto i missionari protestanti quanto quelli cattolici chiedevano ai convertiti di abbandonare tutte le credenze e i simboli della loro religione tradizionale; i protestanti furono in questo senso generalmente più restrittivi, vietando anche altre pratiche tradizionali (per esempio la danza) nonché l'uso di alcool e tabacco.
Oggi, molti Sukuma convertiti al cristianesimo mantengono elementi rituali della tradizione religiosa locale, unendoli sincreticamente a quelli cristiani; un esempio importante in questo senso è quello della Chiesa cattolica di Bujora, situata a Kisesa (circa 15 km da Mwanza sulla strada per Musoma). La chiesa fu fondata nel 1952 dal missionario canadese Padre Klement, per volere dell'allora vescovo di Mwanza, Josef Blomjous. Blomjous suggerì a Klement di adottare un approccio misto all'evangelizzazione, utilizzando elementi della cultura tradizionale sukuma come mezzi per insegnare i principi cristiani. Per approfondire la cultura locale, Klement fondò una società etnografica denominata "Chama cha St.Sesilia", a cui si devono importanti studi sui Sukuma e la fondazione del Museo di Bujura. La danza e la musica sukuma furono integrate nelle cerimonie religiose, e i simboli tradizionali del potere degli antenati o dei capi sukuma sono esposti all'interno della chiesa per rappresentare il potere di Dio.

### Arte
Una delle forme più rappresentative dell'artigianato sukuma sono statuette dalla forma umana stilizzata con la testa rotonda e liscia; le braccia e le gambe possono essere assenti, ma anche essere fissate in modo snodabile al torso (un tipo di figura nota come amaleba e usata durante le cerimonie rituali). Molto comuni sono anche figure umane in terracotta, con le mani appoggiate ai fianchi e la testa piccola.
Le maschere sukuma hanno in genere un'espressione minacciosa e mostruosa; non raramente sono dotate di sopracciglia, barba e baffi posticci.

### Musica e danza
Nella cultura sukuma la musica e soprattutto la danza svolgono un ruolo fondamentale. In tutte le comunità, il periodo da giugno ad agosto (mesi in cui il lavoro nei campi si ferma) è dedicato alle gare di danza; queste sono tanto più sfarzose quanto più abbondante è stato il raccolto. I festival di danza più importanti si tengono nelle festività di Saba-Saba (7 luglio) e Nane-Nane (8 agosto).
In queste competizioni sono particolarmente apprezzati i gruppi di danzatori che sanno combinare il rispetto con la tradizione e l'innovazione. I danzatori partecipano alle competizioni in gruppi; il leader in genere si prepara all'evento chiedendo al suo nfumu amuleti e medicine propiziatorie, come la samba.

### Museo di Bujora
Presso la comunità religiosa di Bujora c'è un museo dedicato alla cultura sukuma. Gestito da missionari e volontari, espone una vasta collezione etnologica e antropologica e tutte le domeniche vi si esibiscono di danza e musica tradizionali. Particolarmente nota è la danza bugobogobo, in cui viene coinvolto anche un grande pitone.